# 道の駅にしあいづ
道の駅にしあいづ（みちのえき にしあいづ）は、福島県耶麻郡西会津町野沢にある国道49号の道の駅である。愛称はよりっせ。
2004年（平成16年）5年に「交流物産館 よりっせ」としてプレオープンし、道の駅登録を経て同年9月3日にグランドオープンした。オープン時点ではミネラル健康野菜直売所やレストラン「ふるさと薬膳 櫟」、友好都市沖縄県平良市の観光物産コーナーなどが設けられた。道路情報施設は2005年（平成17年）3月29日に供用開始。
2005年7月には、平良市との友好都市締結式にあわせ、赤べことシーサーの除幕式が行われた。
2016年（平成28年）8月2日には、よりっせの隣に地域連携販売力強化施設「ミネラル野菜の家」がオープンした。
2017年（平成29年）5月には、新しい道路情報提供施設・トイレが利用開始した。

## 施設
- 駐車場
  - 普通車：108台
  - 大型車：9台
  - 身障者用：3台

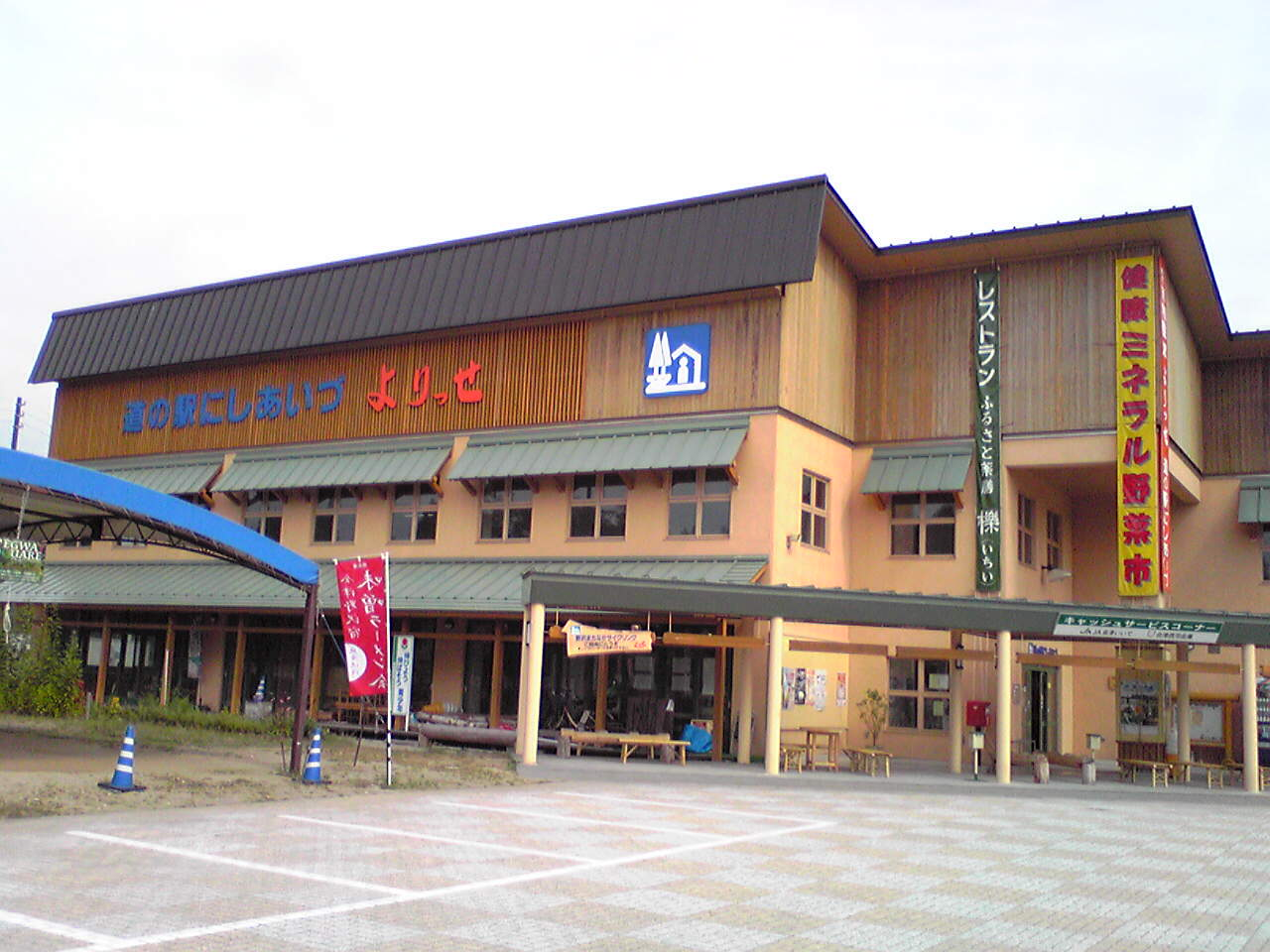
交流物産館「よりっせ」

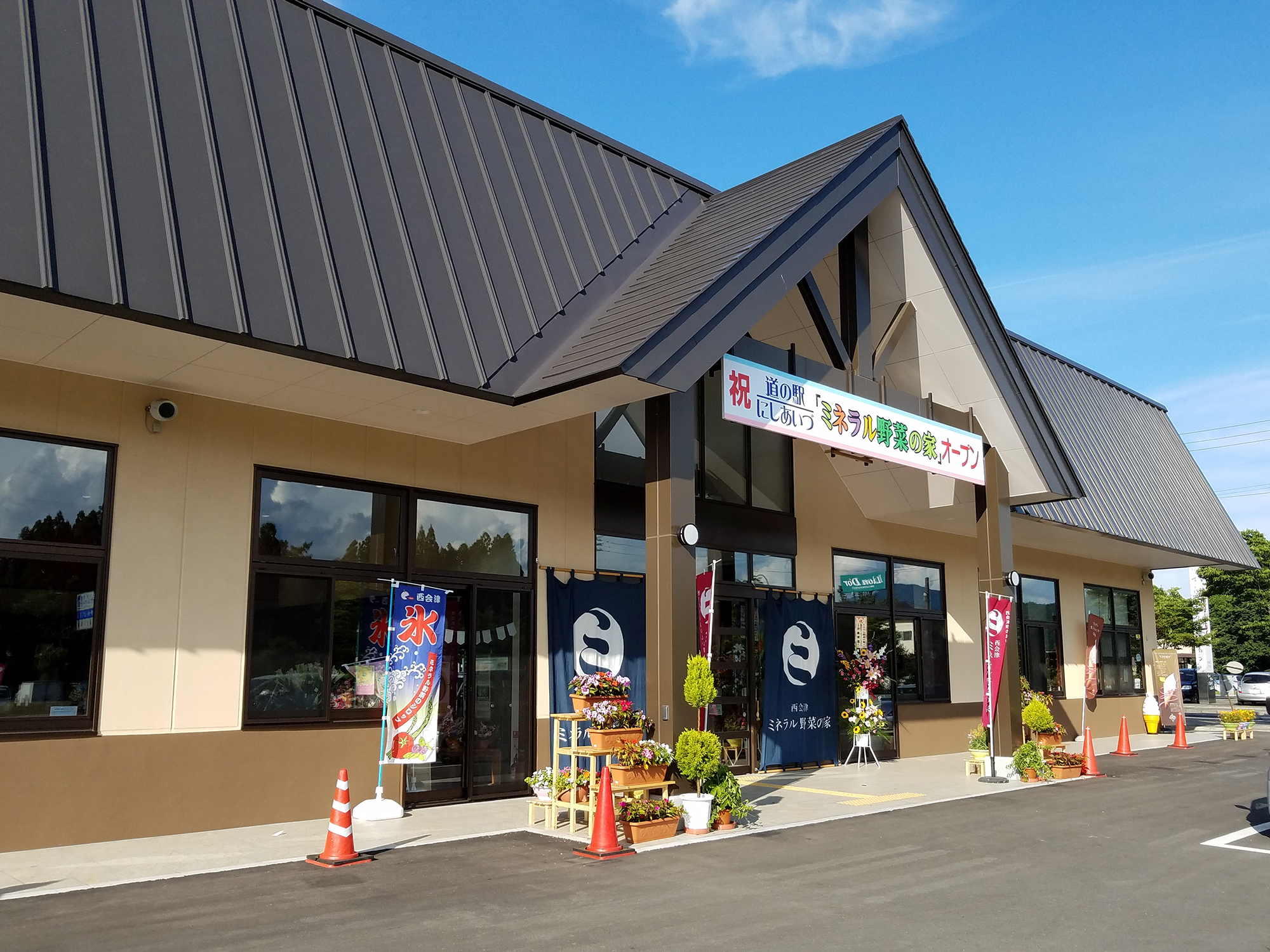
別館「ミネラル野菜の家」

- トイレ（身障者用あり：2器）（24時間利用可能）
- 公衆電話：有
- 沖縄物産コーナー
- レストラン 櫟（いちい）（11:00 - 15:30 ラストオーダー 15:00）
- 休憩コーナー（小上がりに座布団が置いてある。）
- 研修交流室
- 地域連携販売力強化施設「ミネラル野菜の家」
  - 農林産物直売コーナー（物産品・ミネラル野菜直販）
  - フードコート（ラーメン・カレー・蕎麦 等）
- 自動販売機
- 情報ステーション
- イベント広場
- EV急速充電器

## 営業時間・定休日
- 道路情報施設（トイレ含む）：24時間
- 交流物産館「よりっせ」：1月1日
  - 物産館 / ミネラル野菜の家：9:00 - 19:00（冬期は9:00 - 18:00）（12月31日は17:00まで）
  - 飲食コーナー：10:30 - 16:30（冬期は11:00 - 16:30）（12月31日は16:30まで）（冬期：12月1日 - 3月15日）

## アクセス
- 自動車
  - 磐越自動車道 西会津ICから 国道49号新潟方面へ2分
- 徒歩
  - JR磐越西線 野沢駅から、徒歩10分

## 近隣の施設
- 如法寺（鳥追観音（会津ころり三観音のひとつ））
- 大山祇神社
- 福島県立西会津高等学校
- 西会津町役場
- ふるさと自慢館
- 代官清水